# Pablo Arias Echeverría
Pablo Arias Echeverría (Madrid, 30 giugno 1970) è un politico spagnolo membro del Partito Popolare spagnolo. È deputato del Parlamento europeo dalle elezioni del 2009, quindi per la quarta legislatura di fila.

## Biografia e carriera politica
Arias Echeverría è laureato in marketing e gestione aziendale, con un master in gestione aziendale, all'ESEM di Madrid. Dal 2000 al 2002 è stato assistente di Alejandro Agag, all'epoca segretario generale della Internazionale Democratica Centrista a Bruxelles. Dal 2002 ha lavorato come assistente del primo ministro spagnolo José María Aznar, rimanendo il suo capo ufficio anche dopo la fine del mandato. Dal 2008 al 2009 ha anche ricoperto una posizione dirigenziale presso l'IESE Business School dell'Università di Navarra.
Nel Parlamento europeo Arias Echeverría fa parte della Commissione per il mercato interno e la protezione dei consumatori. Oltre a questo incarico ha fatto parte della delegazione del parlamento per le relazioni con la Russia dal 2009 al 2014, e della delegazione per le relazioni con gli Stati Uniti dal 2019 al 2024.